# المقادة (جامع الكبير)
المقادة هو دُوَّار يقع بجماعة باب مرزوقة، إقليم تازة، جهة فاس مكناس في المملكة المغربية. ينتمي الدوّار لمشيخة جامع الكبير التي تضم 10 دواوير. يقدر عدد سكانه بـ 339 نسمة حسب الإحصاء الرسمي للسكان والسكنى لسنة 2004.

## روابط خارجية
- البوابة الوطنية للجماعات الترابية
- المندوبية السامية للتخطيط